# ああっお嬢様っ
『ああっお嬢様っ』（ああっおじょうさまっ）は2007年4月27日にすみっこソフトより発売された18禁恋愛アドベンチャーゲームである。

## ストーリー
主人公・飯田礼は裕福な生活を送っていたが、両親が事業に失敗したことにより、極貧生活を余儀なくされる。取り立て屋から逃げる日々を送っていたある日、両親が失踪してしまう。礼は人生に絶望し、海に身を投じる。
だが、礼は浜辺に打ち上げられていたところを、幼なじみの紫鳳香織に助けられる。大財閥の跡取り娘である彼女は、借金を肩代わりした上で、彼を執事として働かせる。礼は香織と一緒にお嬢様学校・聖嶺学園に通い、彼女に振り回される日々を送る。

## 登場人物

### メインキャラクター
飯田 礼（いいだ れい）
本作の主人公。裕福な家庭に育ったが、両親が事業に失敗したことにより、貧乏生活を余儀なくされる。絶望のあまり死を選ぼうとするが、幼なじみでありお嬢様でもある香織に助けられる。それ以後は彼女の執事として働き、聖嶺学園に通い始める。
紫鳳 香織（しほう かおり）
声 - 榊原ゆい
名家の跡取りで、礼の幼なじみ。幼いころから帝王学を学んでおり、努力を惜しまない。自信に満ち溢れた性格はその結果である。礼と再会した際には、彼が幼いころの結婚の約束を果たしにきたと勘違いする。
西園寺 由香利（さいおんじ ゆかり）
声 - かわしまりの
学園でクラス委員を務める少女。歴史ある旧家の生まれであるためか、堅い性格をしており、その性格のためか他の学生に疎まれることも多い。
九条 沙紀（くじょう さき）
声 - 金田まひる
両親によって聖嶺学園に無理やり入学させられた少女。学園に通う他のお嬢様たちとは違って、礼儀作法に疎い。立派なお嬢様である香織に憧れており、彼女と仲良くする礼を心良く思っていない。素直な性格ではないが、実は面倒見のよい性格である。
マルデリーネ・ヴォン・リュクシール
声 - 中瀬ひな
異国からの留学生。無邪気で、欲望に忠実な少女。気に入った人に抱きつく癖がある。
慈明院 美弥子（じみょういん みやこ）
声 - 三条リカ
華族のお嬢様である。学園では生徒会執行部の部長を務めている。穏やかな性格であり、誰にでも優しい。
橋野 須美（はしの すみ）
声 - 井村屋ほのか
いつも図書館で本を読んでいる少女。その姿から「書庫の君」と呼ばれている。過去にいじめを受けていたことがあり、それがトラウマで授業に出席しないようになった。

### サブキャラクター
リリー・ユングリッド
声 - 神村ひな
マルデリーネに付き従うメイドで、代々リュクシール家に仕えてきた一族の出である。マルデリーネとは姉妹のように育ったが、主従関係を強く認識している。無駄口をたたかない、有能なメイドである。
神保 隆典（じんぼ たかのり）
声 - 大久保けんたろう
美弥子の執事にして礼のクラスメイト。執事としては有能だがそそっかしい一面もある。
クリステル 剛田（クリステル ごうだ）
声 - このかなみ
香織らの担任である金髪碧眼の女教師。口の悪いサディストだが、豪胆で面倒見がよい。「薔薇の園」という宿舎の寮母を務めている。
国府田 真樹由（こうだ まきよし）
声 - 滝沢アツヤ
聖嶺学園の学園長。口癖は「その通り!」。学園を究極のお嬢様教育機関に育てることを目標としている。

## 主題歌
- オープニング「STAY」[3]

作詞・作曲：金子”きんさん”剛 歌：真理絵
- エンディング「Just The Way I am」[3]

作詞・作曲：金子”きんさん”剛 歌：霜月はるか